# 岩槻郵便局
岩槻郵便局（いわつきゆうびんきょく）は、埼玉県さいたま市岩槻区にある郵便局。民営化前の分類では集配普通郵便局であった。

## 概要
住所：〒339-8799 埼玉県さいたま市岩槻区加倉4-10-1

## 沿革
- 1872年8月4日（明治5年7月1日） - 岩槻郵便取扱所として開設[1]。
- 1873年（明治6年）10月1日 - 岩槻郵便役所となる。
- 1875年（明治8年）1月1日 - 岩槻郵便局（四等）となる。
- 同年10月2日に為替取扱を開始。
- 1879年（明治12年）1月28日 - 貯金取扱を開始。
- 1893年（明治26年）2月20日 - 岩槻郵便電信局となる。
- 1903年（明治36年）4月1日 - 通信官署官制の施行に伴い岩槻郵便局となる。
- 1963年（昭和38年）6月16日 - 特定郵便局から普通郵便局に局種別転換[2]。
- 1964年（昭和39年）1月19日 - 電話交換事務および和文電報受付事務を岩槻電報電話局に移管。
- 1984年（昭和59年）3月26日 - 岩槻市本町一丁目から、同市加倉に局舎を新築、移転。
- 1998年（平成10年）9月1日 - 外国通貨の両替および旅行小切手の売買に関する業務取扱を開始
- 2007年（平成19年）10月1日 - 民営化に伴い、併設された郵便事業岩槻支店に一部業務を移管。
- 2012年（平成24年）10月1日 - 日本郵便株式会社発足に伴い、郵便事業岩槻支店を岩槻郵便局に統合。

## 取扱内容
- 郵便、印紙、ゆうパック、内容証明
- 貯金、為替、振替、振込、国際送金、外貨両替・トラベラーズチェック、国債、投資信託
- 生命保険、バイク自賠責保険、自動車保険
- 地方公共団体事務（さいたま市戸籍の謄抄本など公的証明書の交付）
- ゆうちょ銀行ATM
- さいたま市岩槻区内の集配業務
- ゆうゆう窓口

## 周辺
- 埼玉県立岩槻高等学校
- 岩槻消防署

## アクセス
- 東武野田線 岩槻駅から徒歩約16分
- 東武バス 市宿停留所、もしくはさいたま市コミュニティバス岩槻区役所線 丸山記念総合病院停留所下車
- 東北自動車道 岩槻ICから東へ約1km
- 国道16号沿い
- 駐車場あり：29台